# Adlestrop
Adlestrop – wieś w Anglii, w hrabstwie Gloucestershire, w dystrykcie Cotswold. Leży 42 km na wschód od miasta Gloucester i 116 km na północny zachód od Londynu.